# 샤치호코

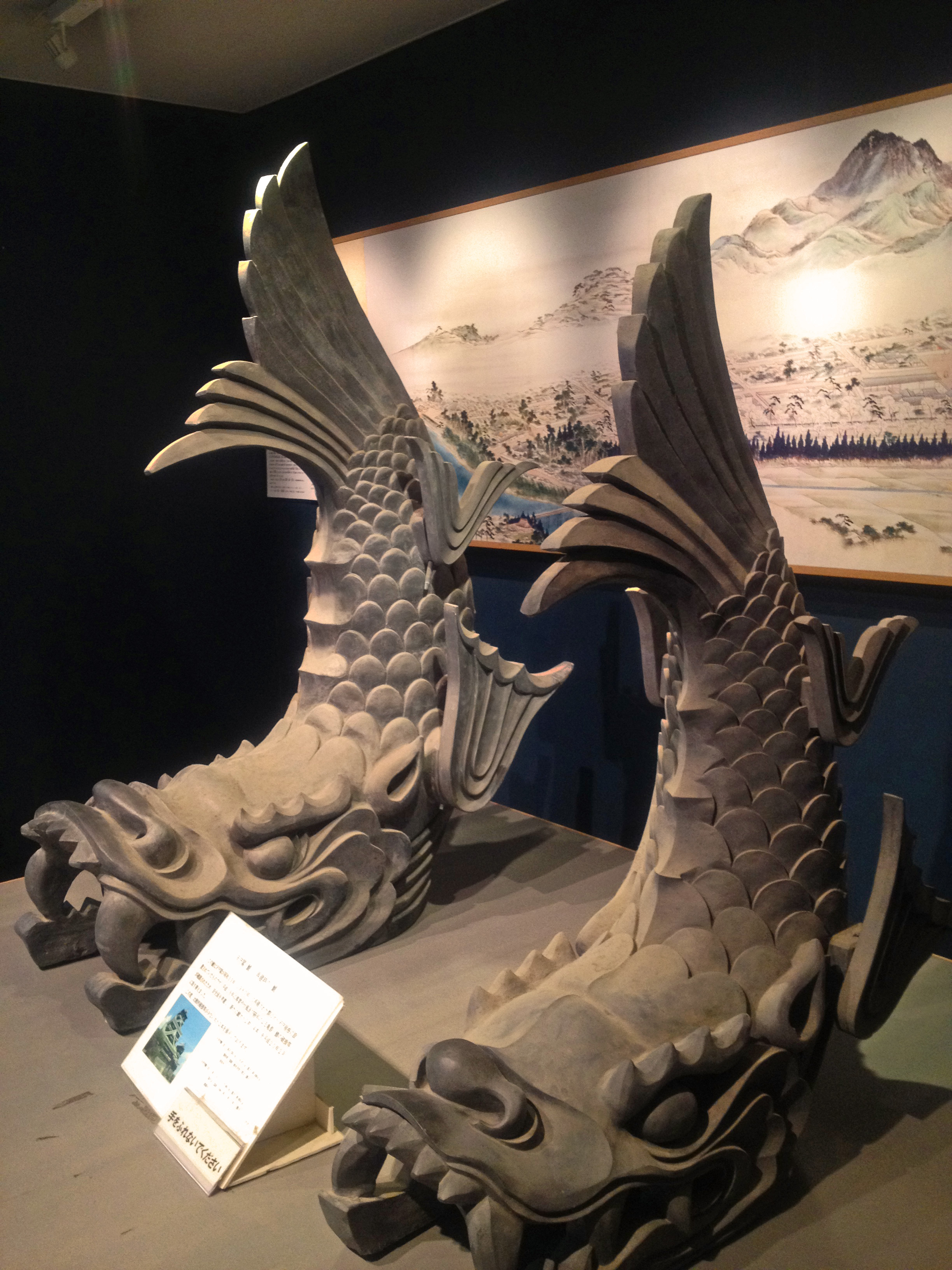
구마모토성 대천수의 샤치호코

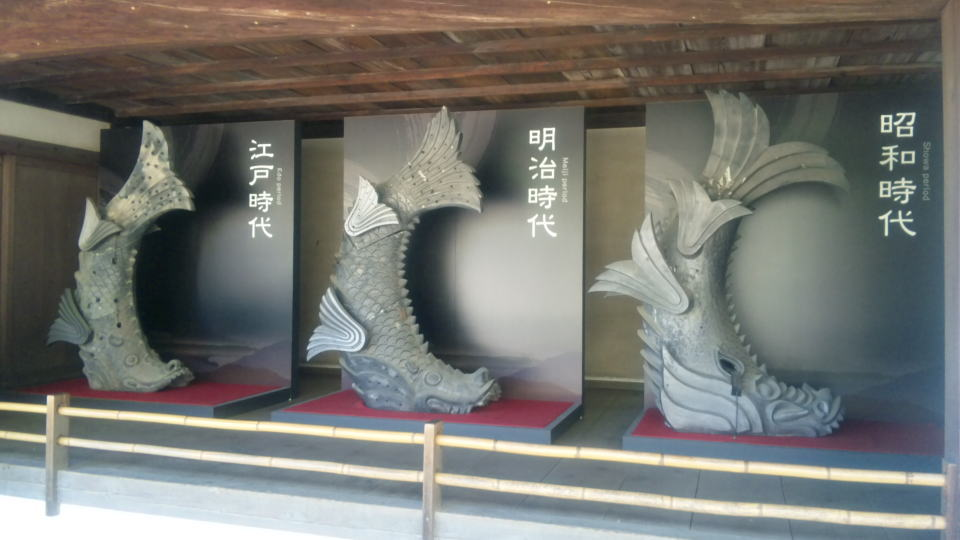
히메지성의 역대 샤치호코

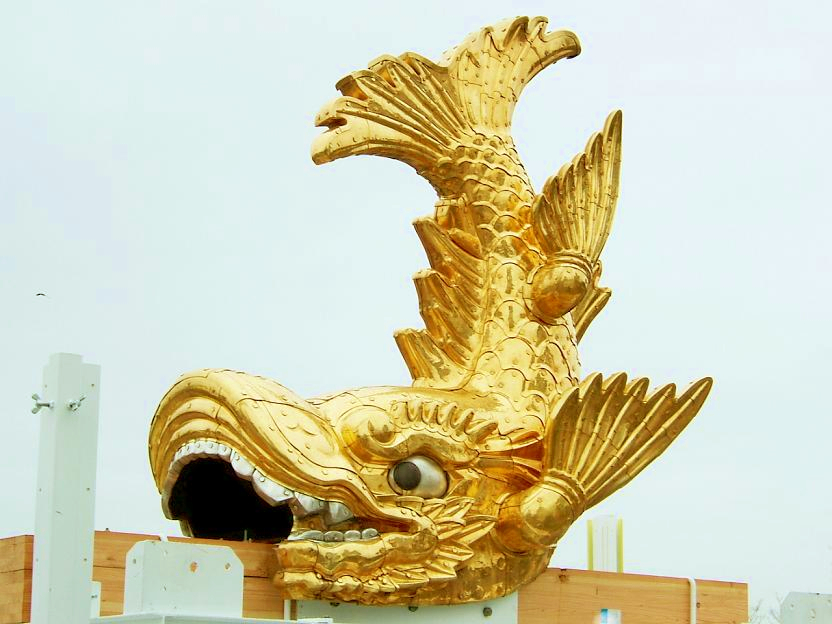
나고야 성의 긴샤치

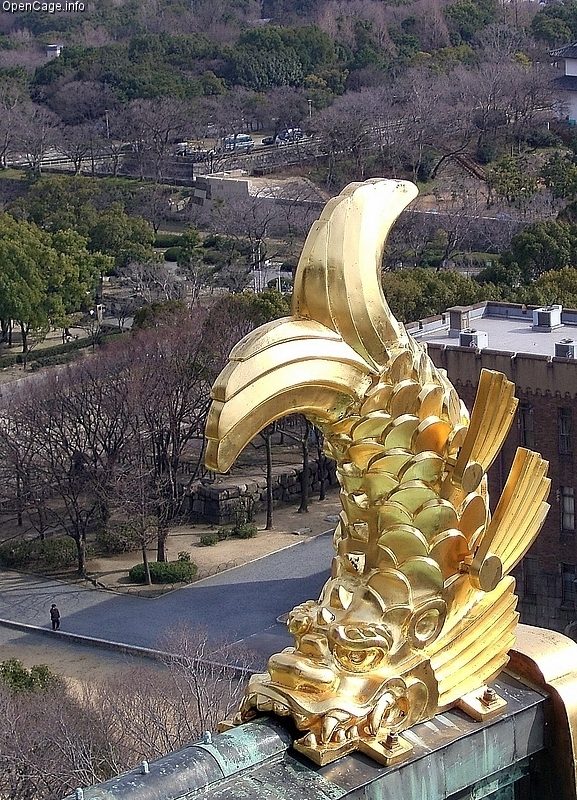
오사카 성의 긴샤치

샤치호코(일본어: 鯱）란, 몸은 물고기이고, 머리는 호랑이, 꼬리는 항상 하늘을 향하고 있고, 배와 등에는 날카로운 돌기가 나와 있는 상상 속의 동물이다.
보통 기와나, 나무, 돌 등으로 만들어 성의 지붕에 금박을 입힌 긴샤치(金鯱: 긴코, 긴노샤치호코)로 장식한다. 나고야 성(名古屋城)의 것이 가장 유명해서 긴샤치는 나고야의 대명사 중 하나이다.
원래는 치미와 같이 지붕 양단을 장식하기 위해 만들었다. 그리고 귀면 기와와 유사하게 건물의 수호신이란 의미를 띠고 있다. 건물에 불이 났을 때 물을 뿜어 불을 끈다는 의미가 있다.

## 나고야에 있어서 긴샤치
나고야 성(名古屋城) 천수각을 복원할 때, 오사카의 조폐국 지하실에서 제조했다. 샤치호코 한 쌍에 사용한 금의 중량은 88kg이다.
스탬프(stamp) 메이커인 샤치하타(본사는 아이치현 나고야시)도 긴샤치에서 유래되었다. 또, 초창기 프로야구 팀명은 나고야 긴코군(1936년 ~ 1940년)이었다. 현재 J리그 팀인 나고야 그램퍼스 에이트의 그램퍼스 (grampus)를 확대 해석하면 샤치 (범고래의 일본어)를 가리킨다.) 또, 나고야 시 교통국의 마스코트인 핫치도 긴샤치를 모델로 하고 있다.

## 긴샤치로 장식된 주요 성
- 나고야 성
- 슨푸 성
- 에도 성
- 오사카성
- 오카야마성
- 후시미성

## 같이 보기
- 이무깃돌
- TEAM SHACHI